# Tiesj Benoot
Tiesj Benoot (Gant, 11 de març de 1994) és un ciclista belga, professional des del 2015 i actualment a l'equip Jumbo-Visma. En el seu palmarès destaca la Strade Bianche de 2018 i la Kuurne-Brussel·les-Kuurne de 2023.

## Palmarès
- 2012
  - Vencedor d'una etapa al Keizer der Juniores
- 2013
  - 1r al Tour de Moselle
  - Vencedor d'una etapa a la Volta a la Comunitat de Madrid
  - Vencedor d'una etapa a la Volta a Palència
- 2018
  - 1r a la Strade Bianche
- 2019
  - Vencedor d'una etapa a la Volta a Dinamarca
- 2020
  - Vencedor d'una etapa a la París-Niça
- 2023
  - 1r a la Kuurne-Brussel·les-Kuurne

### Resultats al Tour de França
- 2017. 20è de la classificació general
- 2018. No surt (5a etapa)
- 2019. 59è de la classificació general
- 2020. 75è de la classificació general
- 2021. Abandona (11a etapa)
- 2022. 36è de la classificació general
- 2023. 24è de la classificació general

### Resultats a la Volta a Espanya
- 2018. 95è de la classificació general